# Т-Платформы
Т-Платфо́рмы (полное название АО «Т-Платформы») — российская компания-разработчик суперкомпьютеров и поставщик полного спектра решений и услуг для высокопроизводительных вычислений. Основана в 2002 году.
Головной офис находится в Москве, имеется юридическое лицо «tPlatforms GmbH» в Ганновере (Германия).
Генеральный директор компании — Всеволод Опанасенко.

## Производство суперкомпьютеров
Шесть высокопроизводительных систем, разработанных компанией «Т-Платформы», входили в «Top 500» самых мощных суперкомпьютеров мира. Наивысшее место, 13-е, в рейтинге «Top 500» занимал кластер «Ломоносов», расположенный в Московском государственном университете,) с производительностью по LINPACK на уровне 902 Тфлопс и пиковой производительностью 1,7 Пфлопс (по состоянию на 2014 год занимал 42 место). Ближайшим российским конкурентом компании «Т-Платформы» является группа компаний РСК — в ноябре 2014 г. в «Top 500» входило четыре высокопроизводительных системы её разработки.

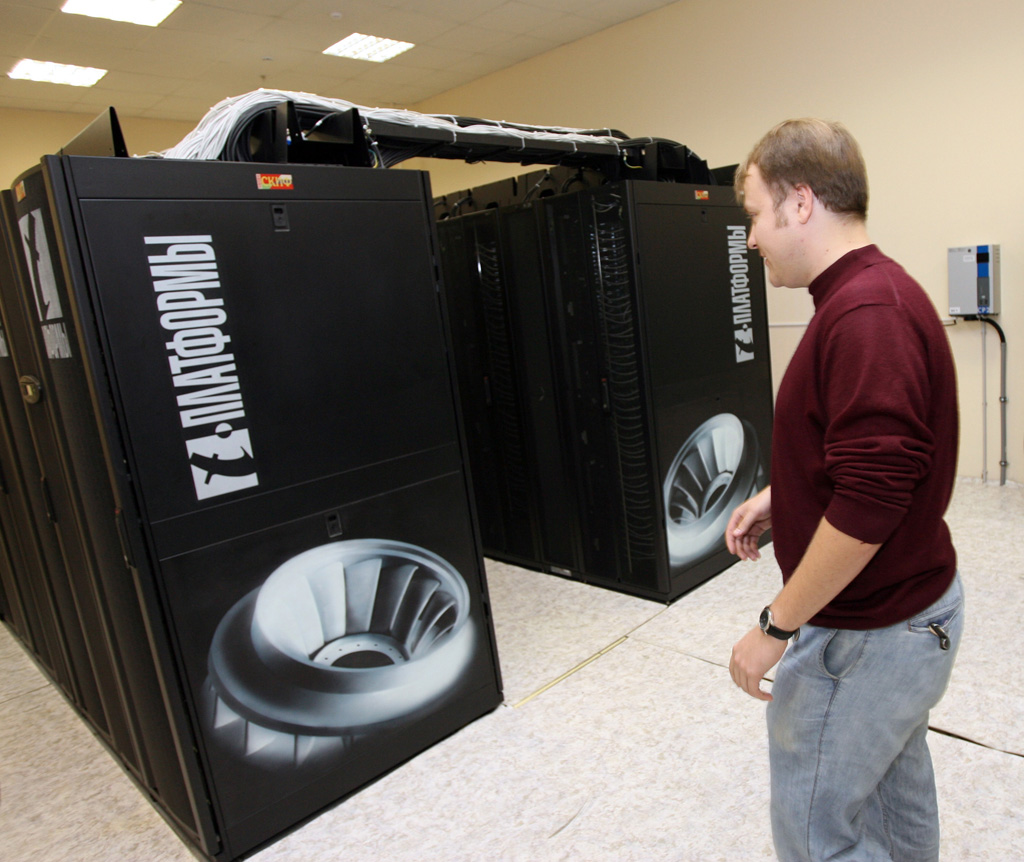
СКИФ Cyberia (Томск)

В 2014 году компания «Т-Платформы» объявила о создании сверхинтегрированного суперкомпьютерного решения A-Сlass, упрощающего переход заказчиков к вычислениям мультипетафлопсного диапазона, и по состоянию на июнь 2014 года проходит фазу тестирования и сертификации и доступна для предварительных заказов. В ноябре 2014 система T-Platform A-Class Cluster из 1280 узлов на базе процессоров Xeon E5 v3 и ускорителей Nvidia K40M, установленная в НИВЦ МГУ (Ломоносов-2), заняла 22 место в мировом рейтинге суперкомпьютеров TOP500, продемонстрировав производительность в 1,85 петафлопс на тесте HPL Linpack.

## Процессоры Baikal
Разработкой процессоров Baikal, нацеленных на коммерческий рынок, занимается компания «Байкал электроникс» — с 2021 года она входит в состав группы «АО Группа Вартон» (ранее — дочерняя компания АО «Т-Платформы»). Проект финансируется через ООО «Т-Нано» — нанотехнологический центр «Фонда инфраструктурных и образовательных программ РОСНАНО» («Т-Платформы» лишились доли в компании в 2021 году). К 2015 году планировалось создать линейку микропроцессоров Baikal: 8-ядерных Baikal M и Baikal M/S для персональных компьютеров и микросерверов на базе ядра ARMv8 Cortex А-57 по техпроцессу 28 нм, а в конце 2016-го 16-ядерных серверных процессоров по технологии 16 нм.
В марте 2015 года сообщалось об изготовлении на заводах TSMC нескольких инженерных образцов и начале изготовления первой партии. В мае 2015 года «Байкал Электроникс» объявила о тестировании своего первого продукта, процессора Baikal-T1 на ядре MIPS Warrior. В этом же году выпущен первый коммерческий продукт на этом процессоре.
В августе 2015 года сообщалось о одобрении Экспертным советом Фонда развития промышленности займа размером 500 миллионов рублей для финансирования массового выпуска Baikal-T1. К 2020 году Байкал Электроникс планирует выпустить не менее 5 миллионов процессоров.
Летом 2018 года процессоры «Байкал-T1» поступили в свободную продажу.
Также Baikal Electronics разработала микропроцессор Baikal-M на базе 8 ядер ARM Cortex-A57 и GPU Mali-T628.
30 ноября 2020 года генеральный директор компании Baikal Electronics Андрей Евдокимов представил три новых процессора — «Байкал-М/2», «Байкал-М/2+» и «Байкал-S». «Облегченные» версии «Байкал-М/2» и «Байкал-М/2+» будут построены по 28-нанометровому техпроцессу на 64-битных ядрах ARM Cortex-A57. Новые процессоры получат 512 Кбайт кэш-памяти на ядро. В них будет один контроллер оперативной памяти DDR3/DDR4. В качестве графического ядра используется чип Mali-T628. «Байкал-М/2» и «Байкал-М/2+» будут оснащены интерфейсом PCIe Gen3 (4+4+4 линий), а также заявлена поддержка интерфейса SATA III (6 Гбит/с). Процессор «Байкал-S» будет производиться по 16-нанометровому техпроцессу. В его состав будут входить 48 ядер ARM-Cortex A75 с частотой 2 ГГц, которая может динамически меняться.

## История
Компания «Т-Платформы» создана в 2002 году.
В 2004 году был создан суперкомпьютер «СКИФ К-1000» на базе 576 64-разрядных процессоров AMD Opteron. «СКИФ К-1000» вошёл в число 100 наиболее мощных компьютеров мира, заняв 98 позицию в 24-й редакции мирового рейтинга суперкомпьютеров Top500. Пиковая мощность составила 2,5 Тфлопс, производительность на тесте Linpack 2 Тфлопс.
В 2007 году был создан суперкомпьютер «СКИФ Cyberia», его пиковая производительность составила 12 Тфлопс.
В 2008 году завершено строительство суперкомпьютера «СКИФ МГУ». Пиковая производительность составила 60 Тфлопс, производительность на тесте Linpack — 47 Тфлопс.
В 2009 году компания «Т-платформы» объявила о запуске суперкомпьютера «Ломоносов» для МГУ пиковой производительностью 420 Тфлопс. Производительность на тесте Linpack 350 Тфлопс. Комплекс занял 12-ю позицию в мировом рейтинге Top500 2009 года. Впоследствии кластер был модернизирован для увеличения производительности. В 2014 году там же запущен «Ломоносов-2» с пиковой производительностью 2,57 петафлопс.
В начале 2010 года компания подписала контракт с Вычислительным центром им. Лейбница Баварской академии наук на поставку прототипа суперкомпьютера на базе технологии TB2-TL™ «Т-Платформы» с графическими процессорами NVIDIA Tesla™.
В сентябре 2011 года стало известно, что ВЭБ станет владельцем 25 % акций компании. Сумма сделки составит 800 млн руб.
В 2015 году компания поставила в Германию суперкомпьютер стоимостью 17 млн евро и пиковой производительностью 1,8 петафлопс. Это третья и крупнейшая экспортная поставка суперкомпьютеров компании, предыдущие экспортные проекты были осуществлены в США и Финляндии.
В марте 2019 года был арестован директор компании из-за проблем с поставкой около 9 тыс. компьютеров в МВД, имеются сообщения о возможной передаче акций компании ВЭБ.
В конце 2019 года отдельные СМИ сообщали о массовых сокращениях в компании. В это же время перестал обновляться сайт компании.
Однако позже, в конце 2020 года, появились сведения, что компания вышла из процедуры банкротства и снова набирает в штат сотрудников. В октябре 2020 года рассматривался вариант приобретения части акций дочерней компании «Байкал Электроникс» группой компаний «Вартон». В начале июня 2021 года сделка состоялась, 70 % акций «Байкал Электроникс» перешли к группе компаний «Вартон».
5 октября 2022 года компания объявила о банкротстве в связи с увольнением сотрудников и арестом генерального директора из-за невыполнения 9000 заказов.

## Санкции
В марте 2013 года компания и её зарубежные филиалы попали в санкционные списки организаций, действующих вопреки национальной безопасности и внешнеполитическим интересам США; теперь для осуществления экспортно-импортных операций с товарами, в которых есть лицензии США, компания должна получать разрешения от Бюро промышленности и безопасности США. Компания была вынуждена приостановить закупку комплектующих, материалов и микросхем, в результате существенно сократились объёмы производства и продаж. Компания подала апелляцию, итогом которой стало исключение компании из санкционных списков в январе 2014 года.
В марте 2022 года компания вновь оказалась в санкционных списках США в рамках кампании против секторов авиастроения, судостроения и электронной промышленности для противодействия вторжению России на Украину. Также, из-за вторжения, компания была внесена в санкционные списки Украины и Великобритании/